# Kunst im öffentlichen Raum in Hamburg-Heimfeld
Diese Liste von Kunst im öffentlichen Raum in Hamburg-Heimfeld enthält dauerhaft aufgestellte Kunstwerke auf dem Gebiet des Stadtteils Heimfeld der Freien und Hansestadt Hamburg, die sich im öffentlichen Raum befinden und von anerkannten Künstlern und Künstlerinnen geschaffen wurden. Viele dieser Kunstwerke sind durch das Programm Kunst am Bau (und dessen Folgeprogramme) gefördert oder mit öffentlichen Geldern angekauft worden, dies ist aber keine Voraussetzung für die Aufnahme. Ebenso mögen einige dieser Kunstwerke als Kulturdenkmal geschützt sein, aber auch das ist keine Voraussetzung für die Aufnahme in diese Liste.
Bauschmuck ist im Normalfall im Artikel über das Bauwerk darzustellen, und gehört nicht in diese Liste. Streetart kann Aufnahme in die Liste finden, wenn es zu dem konkreten Kunstwerk eine ausführliche Rezeption in der Kunstwissenschaft gibt und ein enzyklopädischer Artikel über die Streetart-Künstler oder -Künstlerin existiert oder vorstellbar wäre. Denkmäler, die an eine Person oder ein Ereignis erinnern, können in die Liste aufgenommen werden, wenn sie ob ihrer zumeist plastischen Gestaltung als Kunstwerk gelten können. Bei reinen Gedenktafeln ist das normalerweise nicht der Fall.
Basis der Zusammenstellung sind Datensätze der Hamburger Kulturbehörde von 2012 und 2018, eine Veröffentlichung der SAGA GWG von 2008, und verschiedene Veröffentlichungen von Kunsthistorikern zum Thema. Eine abschließende Liste von Literatur kann es nicht geben, jedoch ist für jeden Eintrag in die Liste ein konkreter Verweis auf eine amtliche Liste oder anerkannte Sekundärliteratur erforderlich.
Gestohlene oder zerstörte Kunstwerke, die ehemals in Hamburg-Heimfeld aufgestellt waren, sind in einer separaten Liste aufgeführt.

## Legende
- Lage: Nennt die nächstgelegene Straße und, wenn vorhanden und sinnvoll, das nächstgelegene Bauwerk (mit Hausnummer) oder das umgebende Gebiet (z. B. einen Park) und gibt nötigenfalls Hinweise zur genauen Lage. Darunter werden - wenn vorhanden - auch die Geo-Koordinaten und das Wikidata-Logo als Verweis auf das Wikidata-Objekt angegeben. Die Spalte ist nach der Adresse sortierbar.
- Künstler/in: Name des Künstlers oder der Künstlerin, die das Kunstwerk geschaffen haben, verlinkt mit dem Wikipedia-Artikel zur Person. Die Spalte ist nach dem Nachnamen sortierbar.
- Beschreibung: Kurzbeschreibung des Werks, immer zuerst: Werktitel (kursiv), dann möglichst Material, Stil, Größe, Dargestelltes, Art der Förderung
- Jahr: Jahr der Fertigstellung des Kunstwerkes, wenn unbekannt dann das Jahr der Aufstellung. Hier kann nur ein einziges Jahr angegeben werden, kein Zeitraum. Weitere zeitliche Details zur Schaffung des Kunstwerkes (von–bis) können in der Beschreibung angegeben werden.
- Quelle: Kulturbehörde, SAGA, Literatur, jeweils mit Fußnote. Diese Angabe ist für eine Aufnahme in die Liste verpflichtend.
- Bild: Bild des Kunstwerks, mit Link auf Commons-Kategorie wenn vorhanden

Hinweis: Die Grundsortierung der Liste erfolgt nach der Adresse. Die Liste ist alternativ nach Künstler, Werktitel, Datierung oder Quelle sortierbar.

## Liste
| Lage | Künstler                  | Beschreibung | Jahr  | Quelle        | Bild |  |
| --- | ------------------------- | --- | ----- | ------------- | --- |  |
| Alter Postweg 38 Schulhof Friedrich-Ebert-Gymnasium                                                             | Gerda Sautter de Hotzen   | Senator Dr. Walter Dudek-Stele vermutlich Bezirks-Auftrag, bürgerliche Denkmalkultur                                                                                 | 1988  | Kulturbehörde | |  |
| Alter Postweg 30-38 Friedrich-Ebert-Gymnasium, Foyer Verwaltung (Lage)                                          | Hasso Belling             | Bronzeobjekt KaB, nicht in KB-Listen, Zugang unklar | 1963  | Kulturbehörde | |  |
| Alter Postweg 30-38 Friedrich-Ebert-Halle, Foyer (Lage)                                                         | Carl Ihrke                | 2 Bronzereliefs (Hafenmotive) vermutlich Bezirks-Direktauftrag (Harburg)                                                                                             | ?     | Kulturbehörde | |  |
| Alter Postweg 30-38 Friedrich-Ebert-Halle, Foyer (Lage)                                                         | Wilhelm Lehmbruck         | Bildnis einer jungen Frau Bürgerstiftung (Fam. Thörl) | 1914? | Kulturbehörde | |  |
| Alter Postweg 30-38 Friedrich-Ebert-Halle, Frontseite (Lage)                                                    | Carl Ihrke                | Buntglasfenster nicht in KB-Listen | ?     | Kulturbehörde | |  |
| Alter Postweg 30-38 Friedrich-Ebert-Halle, Wand unterhalb Decke (Lage)                                          | Michael Komorowski        | Kopf Beethoven Eintrag Staatsarchiv Hausmeister Aschmudat 0178 – 1453594                                                                                             | 1937? | Kulturbehörde | |  |
| Alter Postweg 30-38 Friedrich-Ebert-Halle, rechts neben Bühne (Lage)                                            | John Günther              | Wandteppich vermutlich Direktankauf | 1986  | Kulturbehörde | |  |
| An der Rennkoppel 1 Kundenbüro Pflegen & Wohnen Heimfeld (Lage)                                                 | Maria Pirwitz             | Pflege der Alten KaB | 1968  | Kulturbehörde | |  |
| Berkefeldweg 2 (Lage)                                                                                           | Hans-Joachim Frielinghaus | ohne Titel Metallskulptur, Ankauf durch Baugenossenschaft Süderelbe                                                                                                  | 1979  | Zabel         | weitere Bilder |  |
| Denickestraße 90 Kleiner Platz vor Ladenzeile (Lage)                                                            | Barbara Haeger            | Kleine Stehende Bronzeplastik eines weiblichen Aktes | 1957  | Zabel         | weitere Bilder |  |
| Eißendorfer Pferdeweg 52 AK Harburg, Neubau Nuklearmedizin, jetzt Eingang 6D, Seitenwand im Haupteingang (Lage) | Max Schegulla             | Innenwandgestaltung KaB | 1975  | Kulturbehörde | Bild gesucht Die Wikipedia wünscht sich an dieser Stelle ein Bild vom Ort mit diesen Koordinaten 53.46039 9.94884 . Motiv: Eißendorfer Pferdeweg 52 Falls du dabei helfen möchtest, erklärt die Anleitung , wie das geht. BW |  |
| Eißendorfer Pferdeweg 52 AK Harburg, Innenbereich vor Haus 3 (Picknickanlage) (Lage)                            | Karl August Ohrt          | Zwei Zweiteilige, abstrakte Bronzeplastik. Ankauf im Programm „Kunst am Bau“                                                                                         | 1976  | Kulturbehörde | weitere Bilder |  |
| Eißendorfer Pferdeweg 52 AK Harburg, neu vor Haus 16/Psychiatrie, ehemals Recyclinghof (Lage)                   | Niki de Saint Phalle      | Nana Fontaine Brunnenplastik, die vier Frauen zeigt. Auflage 150, Zugang unklar, vermutlich Direkterwerb Krankenhaus. Aufgrund von Schäden abgebaut und eingelagert. | 1993  | Kulturbehörde | Bild gesucht Die Wikipedia wünscht sich an dieser Stelle ein Bild vom Ort mit diesen Koordinaten 53.46134 9.94801 . Motiv: Eißendorfer Pferdeweg 52 Falls du dabei helfen möchtest, erklärt die Anleitung , wie das geht. BW |  |
| Friedrich-Naumann-Straße 9 auf Platz vor Treffpunkthaus Heimfeld (Lage)                                         | Karl August Ohrt          | Fischreiher Bronzeplastik zweier Reiher auf hoher Stele, Ankauf durch SAGA                                                                                           | 1955  | Kulturbehörde | weitere Bilder |  |
| Grumbrechtstraße 63 Schule Grumbrechtstraße, Gartenbereich (Lage)                                               | Karl August Ohrt          | Sphinx Abstrakte Bronzeplastik, Ankunft im Rahmen des Programms „Kunst am Bau“                                                                                       | 1962  | Kulturbehörde | weitere Bilder |  |
| Grumbrechtstraße 76 Vor Seniorenwohnanlage (Lage)                                                               | Rupprecht Matthies        | Trichter des Lebens Metallskulptur aus sechs Stäben, an denen Sprüche angebracht sind. Ankauf durch SAGA                                                             | 2015  | Kunst@SH      | weitere Bilder |  |
| Hangstraße 3 links vom Hauseingang (Lage)                                                                       | Justus Schwerdtfeger      | Obelisk Mixed Media, Ankauf durch SAGA | 2001  | Kulturbehörde | weitere Bilder |  |
| Hangstraße 14 (Lage)                                                                                            | Alles wird schön e.V.     | Innen-Außen SAGA, Beteiligungsprojekt (Fassadenmalerei nach Entwürfen von Anwohnern?)                                                                                | 2000  | Kulturbehörde | weitere Bilder |  |
| Hans-Dewitz-Ring 35 (Lage)                                                                                      | Hans-Joachim Frielinghaus | Ikarus Bronzeplastik | 2004  | AKL XLV       | |  |
| Schüslerweg 1a-c Ecke Eißendorfer Pferdeweg, gegenüber Eingang AK Harburg (Lage)                                | Ursula Querner            | Pan Sitzende Pan-Figur mit Panflöte, Ankauf durch SAGA | 1961  | Kulturbehörde | weitere Bilder |  |
| Weusthoffstraße 95 Schule Weusthoffstraße, Pausenhof (Lage)                                                     | Martin Irwahn             | Pferd Tierskulptur eines scheuenden Pferdes, Ankauf im Programm „Kunst am Bau“                                                                                       | 1961  | Kulturbehörde | weitere Bilder |  |
| Woellmerstraße 1 Michaelschule, Außenwand der Sporthalle (Lage)                                                 | unbekannt                 | Auffliegende Vögel Sgraffito-Wandbild, Ankauf im Programm „Kunst am Bau“                                                                                             | 1960  | Kulturbehörde | weitere Bilder |  |